# Вулиця Зимновідська
Вулиця Зимновідська — вулиця у Залізничному районі міста Львова, у місцевості Скнилівок. Починається від залізничної колії та прямує до вулиці Станційної, паралельно вулиці Авіаційній.
Вулиця виникла на початку XX століття у складі передміського селища Скнилівок. Після приєднання селища міста у 1952 році, вулиці колишнього селища були перейменовані або ж новоутвореним вулицям надавалися певні назви. Так, у 1958 році вулиця отримала сучасну назву Реактивна. Сучасна назва вулиця Зимновідська походить з 1993 року, найімовірніше на згадку про село Зимна Вода на Львівщині.
Забудова вулиці Зимновідської — одноповерховий конструктивізм 1930-х років, одноповерхова садибна забудова, двоповерхова барачна забудова 1950-х років. 